# Xã West Branch, Quận Marion, Kansas
Xã West Branch (tiếng Anh: West Branch Township) là một xã thuộc quận Marion, tiểu bang Kansas, Hoa Kỳ. Năm 2010, dân số của xã này là 966 người.